# Referèndum sobre les propietats de l'església de Letònia de 1923
El Referèndum sobre les propietats de l'església de Letònia de 1923 va tenir lloc a Letònia el 1 i 2 de setembre de 1923. Va ser la primera vegada que es va celebrar un referèndum al país.
Es va demanar als votants si el govern havia d'aturar la transferència de l'Església Luterana de Sant Jaume de Riga de Riga a l'Església Catòlica Romana. Encara que una gran majoria va votar a favor de la proposta, la participació electoral va ser molt per sota el nivell requerit: Posteriorment l'edifici de l'església va ser donat a l'Església catòlica.

## Conseqüències
Encara que el referèndum va ser aprovada per un ampli marge, la participació només va ser del 21,4%. El referèndum exigia aconseguir 400.000 vots a favor perquè tingués èxit, però solament es va aconseguir una mica més de la meitat d'aquesta quantitat.
Posteriorment, l'edifici de l'església es va dedicar a l'Església Catòlica Romana, que se'n va fer el càrrec com la seva catedral al mes de maig següent. Els luterans també es van veure obligats a compartir la catedral de Riga amb els catòlics.